# Макрорегіон
Макрорегіон — геополітичний підрозділ, який охоплює кілька традиційно або політично визначених регіонів або держав. Значення може бути різним, а спільним знаменником є культурна, економічна, історична чи соціальна подібність у межах макрорегіону. Термін часто використовується в контексті глобалізації.
- Це може стосуватися різного роду групування національних держав на основі географічної близькости.[1]
- У Польщі, Румунії та Україні[2] макрорегіони є підрозділом першого рівня, а в Словенії другого рівня, згідно з NUTS.
- Іноді Великий регіон[en] Саар — Лотарингія — Люксембург — Рейнланд-Пфальц — Валлонія — Французька спільнота Бельгії — і німецькомовна спільнота Бельгії, називають «макрорегіоном».
- Фізико-географічні макрорайони Китаю[en].
- Регіони Бразилії[en] часто називають «макрорегіонами», щоб уникнути плутанини із загальним словом «регіон».[3]

## Інше
Термін «макрорегіон» також може використовуватися в контексті природних регіонів, як у Словенії.